# Friedrich Krinzinger
Friedrich Krinzinger (Sipbachzell, 6 agosto 1940) è un archeologo austriaco, specialista di archeologia greco-romana, e, in particolare, della Magna Grecia.

## Biografia
Originario dell'Alta Austria, ha studiato nel ginnasio umanistico dell'abbazia di Kremsmünster. Dopo la maturità classica, conseguita nel 1958,  ha studiato filologia classica, storia antica e archeologia classica all'Università di Vienna. Nel 1964 è stato borsista dell'Istituto archeologico austriaco ad Atene, mentre l'anno successivo è stato ammesso come assistente di ricerca al dipartimento di archeologia classica dell'Università di Innsbruck. Nel 1968 ha ottenuto il dottorato in archeologia e in filologia classica.
Dal 1971, insieme a Bernhard Neutsch, è stato impegnato in campagne di scavo nell'Italia meridionale: tra queste, vi sono le indagini condotte nel perimetro archeologico della città magnogreca di Elea. Nel 1979 ha ottenuto la Habilitation con una Habilitationsschrift sulla cinta muraria e sulla topografia di Elea. Dal 1983 ha assunto la responsabilità di direttore degli scavi nella missione di ricerca archeologica a Elea.
Negli anni dal 1989 al 2008 è stato professore universitario presso l'Università di Vienna. Dal 2006 è membro ordinario della classe storico-filosofica dell'Accademia austriaca delle scienze (AAS), di cui era socio corrispondente dal 1997. Nel 1994 divenne capo del Centro di ricerca archeologica dell'Accademia austriaca, in seguito direttore dell'Istituto per gli studi sull'antichità. Dal 1994 al 2006 è stato direttore dell'Istituto archeologico austriaco. Dal 1998 alla fine del 2007 è stato direttore degli scavi di Efeso.
Il 14 dicembre 2004 ha ricevuto la laurea honoris causa in Conservazione dei beni culturali dall'Università di Bologna.
È sposato con Ursula Krinzinger, nota gallerista e mercante d'arte.